# Кьога (езеро)
Кьога (на английски и на суахили: Kyoga, по-рядко Kioga) е голям плитък сладководен езерен комплекс в Централна Уганда, в подножието на западния клон на Източноафриканския рифт. Въпреки че е част от системата на Великите африкански езера, самото то не се счита за голямо езеро. Кьога представлява огромно уширение на р. Виктория-Нил по пътя ѝ между езерата Виктория и Алберт. Езерото е открито 11 август 1874 година от американския армейски офицер Чарлз Шалий-Лонг. Две години след това, през май 1876 г. е изследвано от италианския изследовател Карло Пяджа.

## Описание и параметри
Езерото заема плитчина, подобна на депресия. То е тясно и силно издължено в посока изток-запад, с няколко дълги разклонения в северна посока и още няколко по-къси в южна. Централната и най-обширна част се нарича Кьога, а останалите големи разклонения имат отделни имена и включват Куания (Kwania), Бисина (Bisina), Накуа (Nakuwwa) и Опета (Opeta). По време на дъждовните сезони тези „пръстовидни езера“ са заобиколени от мочурливи места. Всички те са плитки, обикновено достигат на дълбочина максимум 8 – 9 метра, а Опета образува отделно езеро през сухите сезони. Околностите на езерата са обхванати от обширни влажни зони, захранвани чрез сложна система от потоци и реки. Около 4700 km2 от комплекса се състоят от блата и по-малки езера.
Надморската височина на водната повърхност е 914 m, площта е средно 1720 km2, а заедно със страничните си разклонения Кьога достига до 2700 km2. Водосборният му басейн обхваща площ от 75 000 km2. Максималната дълбочината на езерото е 5,7 m, като в по-голямата си част е по-малко от 4 m.) Приема се, че средната му дълбочина е 3 m. Средно за годината колебанието на водното ниво достига до 3,8 m, като в екстремни случаи може да бъде и по-голямо. Поради тези сериозни разлики размерът на водното огледало и дължината на бреговата линия са непостоянни. Дължината на езерото е средно 129 km.

## Води
Основните компоненти на водния баланс на езерото Кьога са входящите и изходящи потоци на река Виктория-Нил. Главният приток на вода става от езерото Виктория чрез река Виктория-Нил и се регулира от електроцентралата Налубале в Джинджа. Във водосборния район на езерото попадат и реките, изтичащи от склоновете на планината Елгон на границата между Уганда и Кения.
Единственият отток на Кьога е река Виктория-Нил, която в тази си част често е наричана Кьога-Нил. Чрез нея езерото се оттича на север, след това на запад над ниския северен край на рифта през водопадите Мърчисън и стига до езерото Алберт.
Прясната вода, прииждаща от реките е намаляла в зоните на Накасонгола и Butaleja поради няколко причини. В Мазимаса (Mazimasa) като отклонения от реката са създадени многобройни канали за напояване. Река Manafwa страда от тежко затлачване заради селскостопанската продукция, която се отглежда по брегове ѝ, което намалява обема на потока. Надолу по веригата функциите на речната система са намалели. В миналото от нея се е черпела чиста вода за битови нужди и напояване. Поради силните затлачвания водата трябва да бъде филтрирана и преварявана преди консумация. Системата за прясна вода в Будуда е относително непроменена. В Накасонгола, екосистемата на езерото е влошена заради водния хиацинт, увеличеното затлачване и лошото управление на отпадъците от страна на рибарските общности по брега на езерото. В резултат на това водата е мръсна и се наблюдава висока честота на заболеваемост от малария и стомашни разстройства.
През периода 1997 – 1998 години силните дъждове, носени от Ел Ниньо, довеждат до изключително високи нива на водата. Откъсват се големи количества подвижни папирусови островчета и воден хиацинт, които плуват по повърхността на езерото, натрупват се, запушват изхода на река Виктория-Нил и предизвикват сериозни наводнения. Залети са около 580 km2 от околните земи. През 2001 – 2002 г. Дирекцията за развитие на водите в Уганда (DWD) изгражда два канала при изхода на реката, които да поемат водите в екстремни ситуации.

## Формиране
Формирането на езерото започва през Миоцена, а издигането на Източноафриканския рифт предизвиква обръщане на първоначалната посока на изтичане на водите в този район в посока изток-запад. Река Кафу, която до този момент тече на запад, започва да тече на изток. Езерото се формира от частта от водите на тази река, която остава на мястото си поради невъзможност да се излее в новата източна посока. То получава входящ и изходящ поток от река Виктория-Нил.

## Климат
Кьога попада в зона с два дъждовни сезона – първият е от октомври до декември, а вторият – между март и май. В сухите периоди температурите в Уганда са високи, но тези край езерото са смекчени от по-голямата надморска височина. Температурата на водата през юни на повърхността е 28 °C, на дълбочина 1,5 m – 25,7 °C, а на дълбочина 2,4 m – 25,6 °C. Слънцегреенето в района обхваща 4320 часа/годишно, което се равнява на 180 дни.
Докато общностите в равнинните области имат проблеми с недостига на валежи, тези по близките склонове на планината Елгон трябва да се справят с прекомерните дъждове, които понякога са много тежки. Като следствие от тях се появяват свлачища, които периодично водят до загуба на земеделски култури и дори човешки живот.
| Показател                   | януари | февруари | март | април | май | юни | юли | август | септември | октомври | ноември | декември | годишно |
| --------------------------- | ------ | -------- | ---- | ----- | --- | --- | --- | ------ | --------- | -------- | ------- | -------- | ------- |
| Максимална температура (°C) | +32    | +32      | +31  | +29   | +28 | +27 | +27 | +27    | +28       | +29      | +30     | +30      | +29     |
| Минимална температура (°C)  | +16    | +17      | +18  | +18   | +18 | +17 | +17 | +17    | +17       | +17      | +16     | +16      | +17     |
| Средни месечни валежи (mm)  | 12     | 43       | 89   | 173   | 172 | 148 | 166 | 231    | 127       | 165      | 97      | 47       | 1470    |

## Флора
Езерото е разделено на три различни екологични зони – открити води с дълбочина над 3 m, такива с дълбочина под 3 m и заблатени терени.
Зоната с дълбочина до 3 m е покрита с непрекъснат килим от водни лилии, воден хиацинт и Vossia Cuspidate с плаващи корени. Разпространена е и пистията (мидено цвете), плаващо на повърхността на водата растение със спускащи се надолу корени и розетка листа. Навсякъде бреговете са обрасли с папирус и папур, а част от околните блата понякога оформят ивица с ширина няколко километра, отделяйки земята от откритите води на езерото.
Макрофитите в езерото са представени от папур, египетски папирус (Cyperus papyrus) и житното растение Vossia cuspidata. Водните микрофити са от рода Nymphaea, пистия и фитопланктон. Водоемът е богат на плаващи островни туфи от папирус, които в бурно време се издухват от вятъра и се концентрират около бреговете, късайки рибарските мрежи и затлачвайки устията на реките.
Териториите около езерото са доминирани от тревистият род Hyparrhenia, особено в южната част на водосбора. Североизточната част е заета от гъсти ливади, тропически гори има в Мабира, а дъждовни гори – по склоновете на планината Елгон.
Резултатите от оценките от 2008 година показват, че екосистемите в областта на езерния комплекс са се променили забележимо, особено през последните 20 години. Например Накасонгола е загубила повече от 50% от своето горско покритие. Дърветата са били изсечени за да се покрият увеличаващите се нужди от дървени въглища и дърва за огрев в градските райони. Спадът в екосистемата не се ограничава само до горите и горските продукти, а обхваща още влажните зони и другите сладководни екосистеми, агро-екосистемите и пасищата.

## Фауна
Зоопланктонът в езерото се състои от ракообразни и ротатории, а животинският бентос – от ларви на комари от семейство Chironomidae и много малко мекотели.
Видът на рибната фауна е по-близък до този на езерото Виктория, отколкото в езерото Алберт. Тук са документирани 46 вида, по-голямата част от които са ендемични, открити и в езерото Виктория. Наблюдавало се е изобилие от цихлидите Haplochromis.
В края на 1950 година в езерото са интродуцирани хищният нилски костур и нилската тилапия, което силно повишава рибната продукция. До края на 1960 година двата въведени вида представляват над 80% от общия търговски улов в езерото, а през 1983 рибата от Кьога достига до 60% от националното производство. Това обаче сериозно нарушава биологичния баланс на рибните видове в езерото. Почти напълно са унищожени много местни видове риба като Synodontis victoriae, Engraulicypris argentus, Barbus kiogae, тилапиите от видовете Tilapia esculenta и Tilapia variabilis, Mormyrus kanumme, африканският сом далматинец (Clarias mossambicus), цихлидите Schilbe mystus и Haplochromis macrodon.
Езерото изобилства с крокодили.
Между 1990 г. и 2004 г. обезлесяването, разширяване на пасищните земи и ниските нива на биомаса насърчават разпространението на термитите, които атакуват цялата растителност, особено по време на сухия сезон, от което оскъдните дървета и пасища допълнително намаляват.

## Население
По бреговете на езерото Кьога живеят около половин милион души. За препитанието си общностите разчитат предимно на езерото. Основните човешките дейности в басейна му са риболов, земеделие и животновъдство. На земеделските терени около езерото се отглеждат ориз и традиционни култури като сусам, просо, соя, царевица и фъстъци. През последните години се засилва отглеждането на ориз и зеленчуци, които са с по-печеливша търговска насоченост. На едно средно семейство от 8 души се пада около 0,5 дка обработваема площ. Нарастващите нужди от селскостопански терени принуждават общността и особено големите селскостопански производители да обработват и планинските склонове. Тези склонове са изключително уязвими към свлачища, изострени от тежките годишните валежи и бедните селскостопански практики. Не се практикува терасиране, което би намалило развитието на свлачищата.
Животновъдството не е често срещан поминък поради ограниченото количество на пасищата. Тези, които все още съществуват, не са поддържани и постепенно са обрасли с храсталаци. При някои пасища част от растителността е унищожена от термитите.
Рибарите от околните общини ловят рибата с примитивни традиционни уреди. Уловът на риба е намалял до една трета през последните 15 години и годишно достига средно до 138 000 тона. За 2001 година са уловени само 64 517 тона.
Езерото осигурява папирус, който се използва широко за изработка на постелки, сламени покриви, плувки за риболов, салове и други. В зоната непосредствено край езерото няма промишлени предприятия и повечето от фабриките около водосборния басейн вече не съществуват, затова промишленото замърсяване не е проблем.

## Транспорт
По езерото е организиран фериботен транспорт, който обслужва областите Dokolo, Amolatar, Nakasongola, Lira и Soroti. Началната станция се намира в Накасонгола и фериботите пътуват по маршрута Накасонгола-Намасале.
Движението на плитки плавателни съдове е възможно само между пристанищата Намасагали и Масинди.

## Екология
Езерото е осеяно с големи острови, обрасли с папирус и сериозно количество воден хиацинт. В резултат на бедните агрономични практики във водосборния район и затлачването, причинено от Виктория-Нил, количеството и качеството на водите в езерото непрекъснато намаляват.